# Норма естественная
Норма естественная (от лат. norma — дословно «науго́льник», переносное значение — руководящее начало, правило, образец) — состояние объекта, которое обусловлено его природой. Естественная норма выражается установленной количественной или качественной характеристикой.

## Классификация
- Норма как средняя величина, образец[3][4].
- Норма как наиболее часто встречающийся случай некоторого параметра (признака), определяемый как среднестатистическая величина[5].
- Норма как допустимый диапазон значений, при которых явления и системы сохраняют свои качества и функции[4][6].

## Примеры нормы
- Процентная норма — предельно допускаемая доля представителей какой-либо группы населения в общем числе наблюдаемых.
- Рекомендуемая суточная норма потребления — усредненное, расчетное количество потребления в пищу различных веществ живым существом в сутки, необходимое для поддержания нормального (здорового) состояния организма.
- Норма энергопотребления — научно-обоснованное количество энергоресурсов необходимое и достаточное для обеспечения технологического процесса при заданных параметрах производства и окружающей среды.
- Норма естественной убыли